# Dasylirion longissimum
Dasylirion longissimum är en sparrisväxtart som beskrevs av Lem.. Dasylirion longissimum ingår i släktet Dasylirion, och familjen sparrisväxter. Inga underarter finns listade i Catalogue of Life.

## Bildgalleri

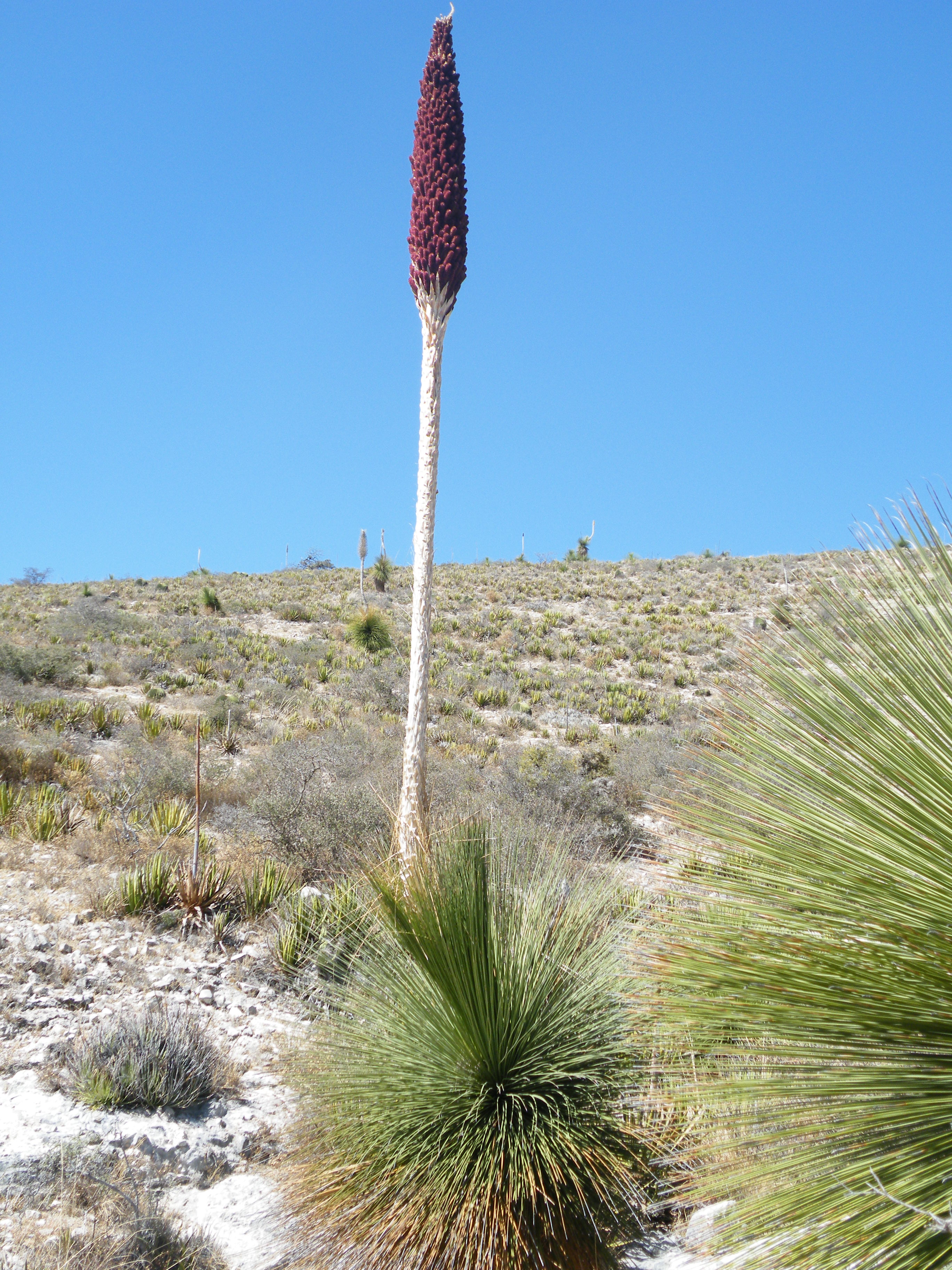
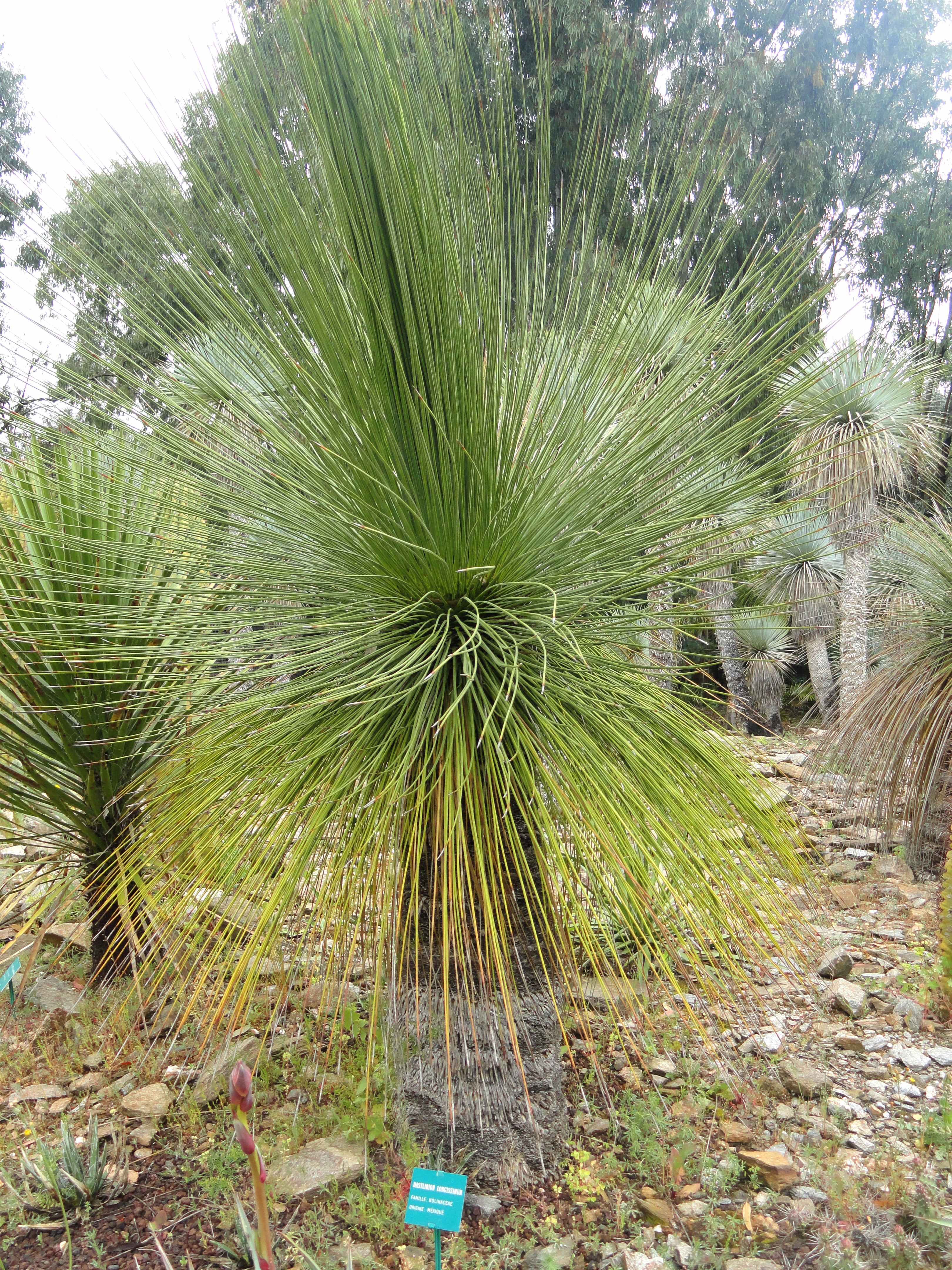
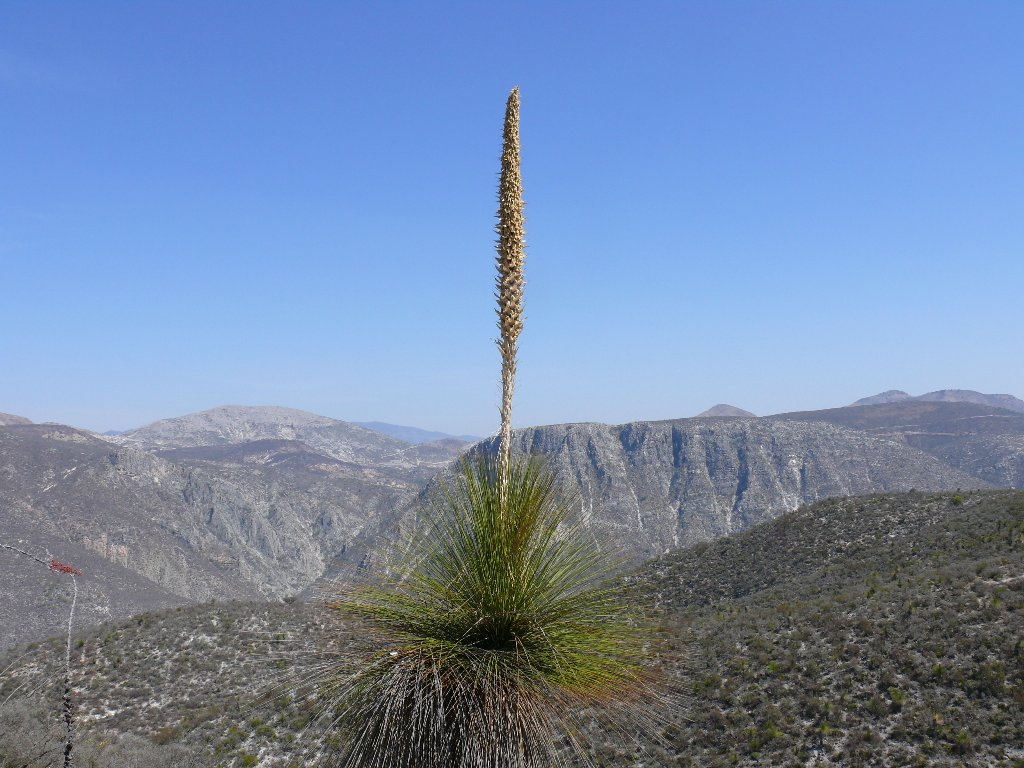
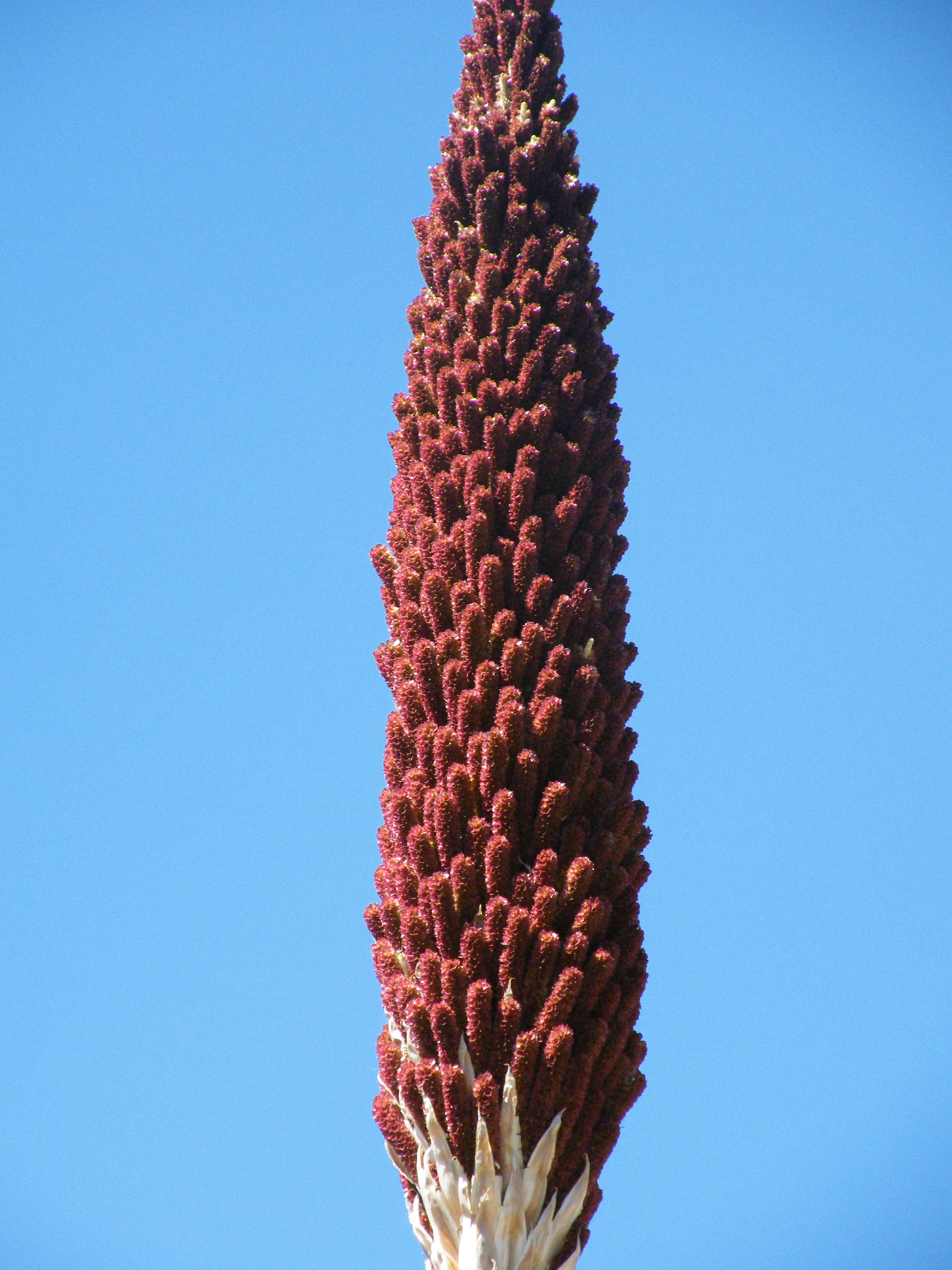